# Nemipterus vitiensis
Nemipterus vitiensis är en fiskart som beskrevs av Russell, 1990. Nemipterus vitiensis ingår i släktet Nemipterus och familjen Nemipteridae. Inga underarter finns listade i Catalogue of Life.